# Parado en la sentina
«Parado en la sentina» es una canción compuesta e interpretada por el músico argentino Luis Alberto Spinetta, incluida en su álbum solista Fuego gris editado en 1993, a su vez banda de sonido de la película homónima (1994) del director Pablo César. El crítico musical Martín Zariello considera el tema como "uno de los temas más bellos que compuso Spinetta en su vida".
El tema es ejecutado exclusivamente por Spinetta.

## Contexto
Spinetta venía de tres álbumes de estudio sucesivos premiados como los mejores del año (Téster de violencia en 1988, Don Lucero en 1989 y Pelusón of milk en 1991). En 1991 y 1992 Spinetta se apartó relativamente de los músicos de su banda y se refugió en el espacio privado de su familia. A fines de 1990 su esposa Patricia había quedado embarazada de Vera y tanto su embarazo como su nacimiento fue un acontecimiento vivido personalmente por todos los miembros de la familia. En ese contexto Spinetta compuso y grabó en el estudio de su casa (Cintacalma) Pelusón of milk, un título que remite directamente a esa situación y al año siguiente Fuego gris, una obra que también trata de la introspección.
El mundo comenzaba a transitar los primeros años de la década del '90, caracterizada por una mayor valoración social de lo privado -incluyendo el proceso de privatizaciones-, la riqueza y la fama, impulsada por un gran desarrollo de los medios de comunicación.
Argentina vivía los primeros años de lo que se denominó el menemismo, que luego de terminar con largos años de alta inflación con el Plan de Convertibilidad, inauguró un fenómeno conocido como farandulización de la política, en la que aparecían estrechamente vinculados los negocios privados, los políticos y las figuras famosas de la televisión y el deporte.

## El álbum
Las diecisiete canciones del álbum siguen el derrotero de una adolescente sin nombre a la que Spinetta bautizó Milita, que vive en un mundo de violencia y desamparo, donde el diálogo y la comunicación entre las personas no existe. Milita ha sufrido el abuso de su violento padre y la locura de su madre. Al no poder entrar al recital de su héroe roquero Kakón el Griego -kakón en griego significa "mal bello"-, personaje que debía interpretar Spinetta y finalmente no pudo hacerlo, cae por una alcantarilla a las cloacas de la ciudad. Allí se encuentra con un mundo onírico de monstruos y horrores, en el que debe buscar un sentido para su vida, en una suerte de "escape hacia el alma", como se titula la primera canción. El alma es precisamente uno de los conceptos a los que Spinetta más recurre en la poesía del álbum, fortaleciéndola con nociones de las filosofías orientales como el nirvana y lo zen.

## El tema
El tema es el séptimo track del álbum solista Fuego gris, banda sonora del "drama-rock" cinematográfico del mismo nombre, dirigido por Pablo César.
La canción expresa un momento crítico, en el que la persona (la protagonista de Fuego gris) decide "llegar y ya no solo caer". La letra explica que ese constante caer que viene sufriendo, se debe al daño que le causaron "tantos hombres, gente sin luz". Pero ahora la protagonista necesita tomar contacto con alguien, "alguien que pregunte por mí, que sepa de mi alma". 

Quiero llegar,
y ya no solo caer,
entre las iras de Dios,
y la maldad,
de tantos hombres,
gente sin luz
Alguien me hirió ya,
algo más me hirió
y luego otro también,
y me quedé super herido,
nadie me oyó
Llámenme
que alguien pregunte por mí...
Debo llegar hacia las manos de alguien
que sepa de mi alma
que sepa que mi alma,
que sepa que ya no está en mí...
Parado en la sentina

La sentina -que menciona el título de la canción-, es la parte inferior de los barcos, donde se reúne el agua y los líquidos de filtraciones, para ser expulsados de la nave.

## Película
La canción se corresponde con la octava secuencia de la película (minuto 33:00 a 36:40). La protagonista sin nombre -llamada Milita por Spinetta- había roto en las secuencias anteriores la pantalla en la que vivía la mujer azul e ingresado a un nuevo espacio. Detrás de ella ingresa su madre (Cristina Banegas), recién vomitada por un ser informe y latiente que aparece varias veces. La madre, siempre con una sonrisa alienada, tiene el pelo verde, un catsuit de cuero negro y cadenas con una bola de acero sujeta en su extremo. 
En el momento que comienza la canción, la protagonista encuentra una escalera y sube por ella. Llega a una alcantarilla pero no puede volver a la superficie, porque un camión pasa por encima y la vuelve hacer caer hacia el mundo subterráneo. Nuevamente en las cloacas, se encuentra con un anciano paralítico envuelto en tules, que intenta comunicarse con ella y le señala rostros esculpidos en la pared. Ambos se comunican por muecas grotescas, hasta que la protagonista pone su mano en la frente del anciano, que se rompe en pedazos. 
En ese momento, la madre encuentra a la protagonista y la toma de la mano, para guiarla a un nuevo espacio. Allí la madre pierde la sonrisa alienada y comienza a perseguir a su hija con la bola metálica sujeta a las cadenas que lleva puestas. La protagonista escapa ingresando a un nuevo espacio lleno de relojes, a través de una puerta-reloj.